# ロックンロープ
『ロックンロープ』（ROC'N ROPE）はコナミ（現・コナミアミューズメント）が1983年3月に発表した固定画面のアクションゲーム。フックを打ち込んでロープ張って進んで行くというシステムが独特。
なお、藤原得郎のコナミ在籍時の最終作であり、本作の制作後に岡本吉起と共に同社を退社しカプコンへ移籍する。

## 概要
フックを崖に打ち込んでロープを上り、画面の上のほうにいる幸運の鳥を目指して進んでいきたどり着くとステージクリア。全4ステージをクリアすると1周となる。

## ルール
プレーヤーは上部に上るためのフック発射と、敵に対する防御としてフラッシュライトを使用する。発射するフックは発射角度が決まっており、先端が上部の地形に対して引っかからないとロープを張ることが出来ない。　フックの発射中に左右に動くことでキャンセルすることができる。移動した地形によっては、フックがひっかからない位置になるため幸運の鳥にたどり着けないが、地形にある降り口(ツタや、つらら)から1段下に降りて再度別ルートから上ることができる。　　　
プレイヤーがロープを移動しているときに、敵もロープで移動する場合があるが、その際に振動が発生、その時にプレイヤーが移動をしているとロープから落ちてしまい、着地した高さによってはミスになる。(プレイヤーが止まっていれば落ちない。)　また、敵がロープを伝っている間に新たにフックを打ち込むことにより、直前に張っていたロープは消え敵を落とすことができる。
フラッシュライトは地上で使うと敵(原始人、怪獣)を目くらましをさせて少し動けなくしたり、上部にいるプテラノドンに使うと撃退できる。またロープ上で移動している敵に使うと敵を落とすことができる。このフラッシュライトは無制限に使用可。

## 敵
・原始人、怪獣:キャラクターによっての違いは、原始人のみプレイヤーに近づくとジャンプを繰り返し、ジャンプ中はフラッシュライトが当たりづらくなる。　背景の穴から出現しある程度ランダムに動きつつ、プレイヤーに近づいてくる。　上下の地形を自由に移動するほか、プレイヤーから離れすぎると、近く穴に入って再度プレイヤー近くの穴から出現する。 プレーイヤーの近くに穴があるときに、遠くにいる敵が急に目の前の穴から出てきてミスになることがあるので注意が必要。
・プテラノドン:画面上部を常に横切っている。2周目以降は、岩を落とすようになる。

## ステージ
1面:岩山のステージ、特に仕掛けはないベーシックなステージ。
2面:氷のステージ、特に滑るなどの仕掛けはなく、ベーシックなステージ。
3面:大きな縦に上下する足場と、回転する4つの足場があるステージ。　足場に乗っている間はロープ張れないので歩いて乗り降りする。
4面:滝のステージ。中央に大きな滝があり、滝の水に当たらないようにタイミングよくロープを上っていく。　クリアすると幸運と鳥とともに彼方へ飛んでいくシーンになり1周クリア、再び1面からスタートする。

## アイテム
- 幸運の鳥の羽 - スコアがアップする。
- 卵 - 一定時間敵を撃退できるようになり、体当たりかフラッシュライトで敵を倒すことができる、更にプレイヤーのスピードがアップする。

## ミスの条件
- 高いところから落ちる
- プテラノドンが落とす岩にあたる
- 敵や滝に触れる
- タイムオーバー

## 移植
| No. | タイトル                                                                                  | 発売日                                                    | 対応機種       | 開発元  | 発売元 | メディア   | 型式                                   | 売上本数 | 備考 |
| --- | ----------------------------------------------------------------------------------------- | --------------------------------------------------------- | -------------- | ------- | ------ | ---------- | -------------------------------------- | -------- | ---- |
| 1   | コナミ80'sアーケードギャラリー Konami 80's AC Special                                     | INT 1998年11月                                            | アーケード     | コナミ  | コナミ | 業務用基板 | -                                      | -        |      |
| 2   | コナミ80'sアーケードギャラリー Konami Arcade Classics                                     | 1999年5月13日 1999年11月30日                              | PlayStation    | KCE札幌 | コナミ | CD-ROM     | SLPM-86228 SLUS-00945                  | -        |      |
| 3   | コナミ アーケード コレクション Konami Classic Series - Arcade Hits Konami Arcade Classics | 2007年3月15日 2007年3月27日 2007年10月26日 2007年10月29日 | ニンテンドーDS | M2      | KDE    | DSカード   | NTR-A5KJ-JPN NTR-ACXE-USA NTR-ACXP-EUR | -        |      |

## 関連作品
- アルマナの奇跡（ファミリーコンピュータ ディスクシステム　1987年）

本作のシステムをベースにリメイクとして作られた。
- トップシークレット（アーケード　1987年）

藤原がカプコン移籍後に担当した作品で、本作と同じようにワイヤーを使って進むアクションゲーム。